# بريكشة
بريكشة هي جماعة قروية جبلية في دائرة مقريصات التابعة لإقليم وزان في المملكة المغربية. يتبع بريشكة 3 مشيخات و25 دوار، وبلغ عدد سكانها 9489 فرداً سنة 2004 حسب الإحصاء الرسمي للسكان والسكني.

## التقسيمات الإداريّة
تعتبر بريشكة إحدى الجماعات القروية المشكّلة لدائرة مقريصات، وهو التقسيم الإداري من المستوى الخامس المعتمد في المغرب. تنقسم دائرة مقريصات إلى 4 جماعات قروية تختلف من حيث السكان والمساحة، والتي بدورها تنقسم إلى مشيخات تضم عدداً من الدواوير. مثل دوار الصداق ودوار زيدور وزرادون والعديد من الدواوير. ودوار الصداق هو دوار يمتاز بمساحة غابوية هائلة حيث يحتل الرتبة 78 من شساعة المجال الغابوي في المغرب.